# Costică Ștefănescu
Costică Ștefănescu (Bucareste, 26 de março de 1951) é um ex-futebolista romeno. 

## Carreira
Competiu no Campeonato Europeu de Futebol de 1984.

## Títulos
Steaua București
- Copa da Romênia: 1970

Universitatea Craiova
- Divisia A: 1974, 1980, 1981
- Copa da Romênia: 1977, 1978, 1981, 1983